# Bohartiellus costaricensis
Bohartiellus costaricensis är en stekelart som beskrevs av Marsh 2002. Bohartiellus costaricensis ingår i släktet Bohartiellus och familjen bracksteklar. Inga underarter finns listade.